# Csaba Tóth
Csaba Tóth (Nagykáta, 7 oktober 1967) is een Hongaars autocoureur.

## Carrière
Tóth begon zijn autosportcarrière in 2016 in de D4-klasse van het FIA Central European Zone Circuit Championship. Hij behaalde drie podiumplaatsen tijdens dat seizoen; één op het Autodrom Most en twee op het Automotodrom Brno.
In 2017 maakte Tóth zijn debuut in de TCR International Series voor het team Zengő Motorsport in een Seat León TCR tijdens zijn thuisrace op de Hungaroring. Hij eindigde de races op een twintigste en een achttiende plaats.